# Liu Wei
Liu Wei (chiń. 刘伟; ur. 27 października 1969 w Liaocheng) – chińska tenisistka stołowa, medalistka olimpijska, multimedalistka mistrzostw świata.
W 1996 roku wystąpiła na igrzyskach olimpijskich w Atlancie. Wzięła udział w dwóch konkurencjach – zdobyła srebrny medal olimpijski w grze podwójnej (wspólnie z Qiao Yunping), a w grze pojedynczej uplasowała się na czwartym miejscu.
W latach 1989–1995 zdobyła dziewięć medali mistrzostw świata (pięć złotych, jeden srebrny i trzy brązowe), w 1994 roku dwa złote medale igrzysk azjatyckich (w grze podwójnej i drużynowej), a w latach 1990–1994 sześć medali mistrzostw Azji (dwa złote, trzy srebrne i jeden brązowy).